# Стахова, Ангела
А́нгела Ста́хова (урождённая — Мерчинк, в.-луж. Angela Stachowa, 16 августа 1948, Прага, Чехословакия — 29 марта 2022) — немецкая писательница, депутат германского Бундестага. Писала на верхнелужицком и немецком языках.

## Биография
Родилась 16 августа 1948 года в Праге в семье серболужицкого писателя, журналиста и общественного деятеля Юрия Мерчинка. В 1967 году получила бакалавриат, после чего поступила в Технический университет Дрездена, который окончила в 1972 году по специальности «инженер электротехники и электроники». С 1973 года по 1976 год работала младшим научным сотрудником в административном отделе Лейпцигского университета. С 1976 года занималась свободной литературной деятельностью, была внештатным публицистом в различных серболужицких и немецких периодических изданиях. С 1972 года по 1989 год была членом СЕПГ. Избиралась депутатом ландтага Саксонии. С 20 декабря 1990 года по 10 ноября 1994 года была депутатом германского Бундестага. Была избрана в качестве независимого депутата по списку Партии демократического социализма от земли Саксония. После объединения Германии переехала в Берлин. В последнее время проживала в Лейпциге.

## Литературная деятельность
В 1974 году издала свою первую повесть на верхнелужицком языке. За свою литературные сочинения была удостоена литературной премии серболужицкой культурно-общественной организации «Домовина», литературной премии города Лейпциг и золотой медали имени Иоганна Готфрида Гердера.
Сочинения
- Stunde zwischen Hund & Katz, сборник рассказов, Halle 1975
- Geschichten für Majka, сборник рассказов, Halle 1978
- Annalinde und das Feuermännchen, Domowina, Budyšin 1981
- Kleine Verführung, Mitteldeutscher Verlag, Halle 1982 ISBN 3-354-00402-9
- Acht Tage Abschied. Postreiter, Halle 1987
- Słónčna róža Marhata, Ludowe Nakł. Domowina, Budyšin 1996
- Lilow a knjez Handrik, Ludowe Nakł. Domowina, Budyšin 1997
- Jank ze žołtym kłobukom, Ludowe Nakł. Domowina, Budyšin 2000
- Vineta, Ludowe Nakładnistwo Domowina, Budyšin 2002